# 岩谷化学工業
岩谷化学工業株式会社（いわたにかがくこうぎょう）は大阪府大阪市淀川区西中島に本社を置く、産業廃棄物のリサイクル事業や、再生燃料油の製造販売といった環境関連事業を中心におこなう企業である。

## 概要
岩谷産業の創業者である岩谷直治が、「誰もやっていない仕事を」の経営理念のもと、火花放電法と呼ばれる金属の高純度微粉末の製造からスタートし、一方で環境改善の一助と資源の有効利用を考え、再生油の生産、そして、産業廃棄物のリサイクルによる補助燃料の生産へと事業を拡大してゆく。
金属酸化物の高純度微粉末製造事業では、アルミニウムの酸化物であるアルミナを設立当初より99.99％という高純度で、またマグネシウムの酸化物であるマグネシアもやはり99.9％で製造しており、蛍光灯などの照明用の蛍光体として利用されていたが、液晶テレビ等のバックライト用の蛍光体、PDP用としても利用されるようになり、現在ではサファイヤガラス用途としての、造粒品も手掛けている。また、スピネル製品も取り扱っている。
またリサイクル関連事業では、廃油を精製し再生燃料油LSF(Low Sulfur Fuel Oilの略)として販売するほかにも、廃酸・廃アルカリを中和処理した後に先の再生燃料油LSFによって熱量調整された補助燃料LSW(Low Sulfur Fuel Oil in Waterの略)としての生命を新たに吹き込んだむことで、世間のエコブームに先駆けてサーマルリサイクルに取り組んできた。これらの事業は設立当初の1968年から50年近くおこなわれており、同分野ではパイオニア的存在とも言える。
これらの事業を軸に、排水処理装置の設計施工や計量証明事業、高品位尿素水(AdBlue)製造販売分野に事業を拡大している。

## 事業所

### 本社
- 本社 - 大阪市淀川区西中島3丁目9番13号　新大阪8号館４FL

### 工場
- 滋賀工場 - 滋賀県湖南市菩提寺327-14
- 滋賀甲南工場 - 滋賀県甲賀市甲南町柑子2002番地39
- 神戸工場 - 兵庫県神戸市東灘区御影塚町1丁目1-34

### 子会社
- イワタニ・エコ･ロジ株式会社